# Nätdiagram
Ett nätdiagram eller nätverksdiagram är ett diagram som representerar någon form av nät eller nätverk. Nätdiagrammet, en slags graf, åskådliggör nätets delar (ofta kallade noder) och sammanhanget eller förbindelserna (ibland kallade bågar) mellan dem. Beroende på sammanhang kan nätdiagrammet exempelvis vara till för att visa på vilka förbindelser som finns, vilka flöden som sker genom förbindelserna, eller vilken hierarki som finns mellan noderna.

## Exempel
Exempel på olika nätdigram:

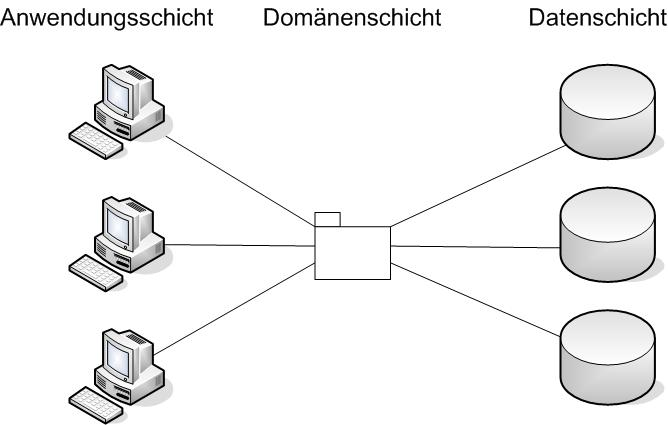
Datornätverk
Artificiellt neuralt nätverk
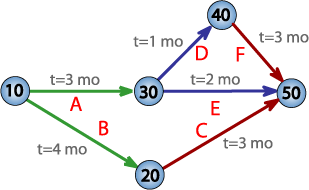
PERT-diagram
Sociogram